# Pauline de Sagan
Pauline de Courlande (19 février 1782 - 8 janvier 1845) est duchesse régnante de Sagan entre 1838 et 1845 . Elle est princesse consort de Hohenzollern-Hechingen par son mariage avec Frédéric de Hohenzollern-Hechingen.

## Biographie
Pauline est la deuxième fille de Pierre von Biron, dernier duc de Courlande, et de sa troisième épouse Dorothée von Medem. Elle est la sœur cadette Wilhelmine de Sagan et la sœur aînée Johanna de Sagan, princesse de Belmonte, et de Dorothée de Courlande.
Pauline épouse le prince Frédéric de Hohenzollern-Hechingen, le 26 février 1800 à Prague. 
Pauline et Frédéric ont un fils :
- Constantin de Hohenzollern-Hechingen (16 février 1801 - 3 septembre 1869)

Elle se sépare de son époux en 1805, après une liaison avec son beau-frère le prince Louis de Rohan-Guémené (1768-1836), dont est née une fille, Marie von Steinach (1805-1893), qui épouse en 1829 le comte Fabien de Dohna-Schlodien (1802–1871).
Lors du Congrès de Vienne de 1815, elle a une liaison avec le général Ludwig von Wallmoden qui attire l'attention.
En 1838, elle hérite du duché de Sagan après la mort de sa sœur Wilhelmine. Elle désigne son fils comme son héritier. Elle-même préfère vivre à Vienne. Après sa mort, sa sœur Dorothée lui succède comme duchesse.